# اچ‌ام‌اس واسپ (۱۸۸۰)
اچ‌ام‌اس واسپ (۱۸۸۰) (به انگلیسی: HMS Wasp (1880)) یک کشتی بود که طول آن ۱۲۵ فوت (۳۸٫۱ متر) بود. این کشتی در سال ۱۸۸۰ ساخته شد.